# Vazuza
El Vazuza - Вазуза (rus) - un riu als districtes de Novoduginsky i Sychyovsky de l'oblast de Smolensk i al districte de Zubtsovsky de l'oblast de Tver, Rússia, esdevé un afluent per la dreta del Volga. Té una longitud de 162 quilòmetres i la seva conca de drenatge cobreix 7.120 quilòmetres quadrats. Els enginyers soviètics van inundar la part baixa del riu per formar l'embassament de Vazuza. Les ciutats de Sitxovka i Zubtsov es troben a la vora del Vazuza (aquest últim a la seva confluència amb el Volga). Els principals afluents del Vazuza són el Kasnya, el Gzhat (ambdós a la dreta), el Losmina i l'Osuga (esquerra).
Neix als vessants septentrionals de Smolensk, prop de la vila de Dobrixi. Des d'aquí discorre en direcció nord per un paratge de camps i boscs. Té una llargària de 162 km i una conca de 7.120 km².
Aproximadament a la meitat del seu recorregut es troba la ciutat de Sitxovka. Des d'aquí el seu curs inferior correspon a l'embassament del Vazuza, d'uns 97 km², durant uns 77 km. A uns 2 km al sud-oest de Zubtsov acaba l'embassament.
El riu Vazuza roman glaçat des de novembre fins a abril.